# Persone di nome Víctor/Calciatori
| Questa pagina contiene informazioni ricavate automaticamente dalle voci biografiche con l'ausilio del template Bio e di un bot. L'aggiornamento è periodico e automatico e ricostruisce completamente la pagina. Se manca una persona in questa lista, sei pregato di non aggiungerla, ma accertati piuttosto che la sua voce biografica contenga il template Bio e che i dati anagrafici siano correttamente compilati. Se il template Bio manca, inseriscilo tu stesso o, in alternativa, metti l'avviso {{tmp\|Bio}} che ne segnala la mancanza. Se i dati riportati sono sbagliati, correggi direttamente la voce biografica; le modifiche saranno visibili in questa lista entro pochi giorni. Per chiarimenti vedi il progetto antroponimi. La lista contiene solo le 122 persone che sono citate nell'enciclopedia e per le quali è stato implementato correttamente il template Bio. Pagina aggiornata al 16 ott 2024. |

Questa è una lista di persone presenti nell'enciclopedia che hanno il nome Víctor e sono calciatori.

## A(10)
- Víctor Adriazola, ex calciatore cileno (n. 1943)
- Emanuel Aguilera, calciatore argentino (Guaymallén, n. 1989)
- Víctor Algarañaz, calciatore boliviano (n. 1926)
- Víctor Aquino, calciatore paraguaiano (Asunción, n. 1985)
- Víctor Aragón, ex calciatore boliviano (n. 1966)
- Víctor Arboleda, calciatore colombiano (El Cerrito, n. 1997)
- Víctor Aristizábal, ex calciatore colombiano (Medellín, n. 1971)
- Víctor Ayala, calciatore paraguaiano (Eusebio Ayala, n. 1988)
- Víctor Manuel Ayala, calciatore guatemalteco (Morales, n. 1989)
- Víctor Bermúdez, calciatore spagnolo (Santa Cruz de Tenerife, n. 1983)

## B(7)
- Víctor Benítez, calciatore peruviano (Lima, n. 1935 - Milano, † 2022)
- Víctor Bernárdez, ex calciatore honduregno (La Ceiba, n. 1982)
- Víctor Bernat, calciatore spagnolo (Barcellona, n. 1987)
- Víctor Bolívar, calciatore costaricano (n. 1983)
- Víctor Bonilla, ex calciatore colombiano (Tumaco, n. 1971)
- Víctor Boulanger, ex calciatore peruviano (Talara, n. 1940)
- Víctor Brown, calciatore boliviano (n. 1927)

## C(18)
- Víctor Cabrera, ex calciatore cileno (Quillota, n. 1957)
- Víctor Cabrera, calciatore argentino (Lules, n. 1993)
- Víctor Cáceres, ex calciatore paraguaiano (Asunción, n. 1985)
- Víctor Camarasa, calciatore spagnolo (Meliana, n. 1994)
- Víctor Campuzano, calciatore spagnolo (Barcellona, n. 1997)
- Víctor Cancino, ex calciatore cileno (Los Lagos, n. 1972)
- Víctor Cantillo, calciatore colombiano (Ciénaga, n. 1993)
- Víctor Casadesús, calciatore spagnolo (Palma di Maiorca, n. 1985)
- Víctor Castañeda, ex calciatore cileno (San Vicente de Tagua Tagua, n. 1938)
- Víctor Hugo Castañeda, ex calciatore cileno (San Vicente de Tagua Tagua, n. 1962)
- Víctor Cedrón, calciatore peruviano (Trujillo, n. 1993)
- Victor Chou, ex calciatore spagnolo (Madrid, n. 1992)
- Víctor Chust, calciatore spagnolo (Valencia, n. 2000)
- Víctor Coello, ex calciatore honduregno (Villanueva, n. 1974)
- Víctor Cordero, ex calciatore costaricano (San José, n. 1973)
- Víctor Coreas, ex calciatore salvadoregno (Quelepa, n. 1963)
- Víctor Curto, ex calciatore spagnolo (Tortosa, n. 1982)
- Víctor Córdoba, ex calciatore colombiano (Medellín, n. 1987)

## D(4)
- Víctor Diogo, ex calciatore uruguaiano (Treinta y Tres, n. 1958)
- Hugo Dorrego, calciatore uruguaiano (Montevideo, n. 1993)
- Víctor Dávila, calciatore cileno (Iquique, n. 1997)
- Víctor Díaz Miguel, calciatore spagnolo (Siviglia, n. 1988)

## E(1)
- Víctor Estay, ex calciatore cileno (n. 1951)

## F(1)
- Víctor Figueroa, calciatore argentino (San Isidro, n. 1983)

## G(12)
- Víctor García, calciatore spagnolo (Xeraco, n. 1997)
- Víctor Hugo García, calciatore venezuelano (Cúa, n. 1994)
- Víctor García Marín, calciatore spagnolo (Requena, n. 1994)
- Víctor Golas, calciatore brasiliano (Arapongas, n. 1990)
- Víctor González, calciatore cileno (Chuquicamata, n. 1994)
- Víctor Griffith, calciatore panamense (Panama, n. 2000)
- Homero Guaglianone, ex calciatore uruguaiano (Montevideo, n. 1936)
- Víctor Gutiérrez, ex calciatore messicano (Naucalpan de Juárez, n. 1978)
- Víctor Guzmán, calciatore messicano (Guadalajara, n. 1995)
- Víctor Guzmán, calciatore messicano (Tijuana, n. 2002)
- Víctor Gómez Perea, calciatore spagnolo (Olesa de Montserrat, n. 2000)
- Víctor Manuel García Rodríguez, ex calciatore spagnolo (Pruvia, n. 1959)

## H(2)
- Víctor Hernández, ex calciatore guatemalteco (Puerto de San José, n. 1981)
- Víctor Herrera, ex calciatore panamense (Panama, n. 1980)

## J(1)
- Víctor Hugo Jara, ex calciatore argentino (Córdoba, n. 1946)

## L(7)
- Víctor Laguardia, ex calciatore spagnolo (Saragozza, n. 1989)
- Víctor Antonio Legrotaglie, calciatore argentino (Las Heras, n. 1937 - Godoy Cruz, † 2024)
- Víctor Manuel López, ex calciatore uruguaiano (Libertad, n. 1971)
- Víctor Rubén López, ex calciatore argentino (Córdoba, n. 1978)
- Víctor Loyola, ex calciatore cileno (Santiago del Cile, n. 1981)
- Víctor Lugo, ex calciatore colombiano (Robles, n. 1954)
- Víctor Luna, calciatore colombiano (Medellín, n. 1959 - Medellín, † 2024)

## M(20)
- Chuca, calciatore spagnolo (Jacarilla, n. 1997)
- Vitolo, calciatore spagnolo (Las Palmas de Gran Canaria, n. 1989)
- Víctor Malcorra, calciatore argentino (Río Colorado, n. 1987)
- Víctor Mareco, ex calciatore paraguaiano (Asunción, n. 1984)
- Víctor Marro, ex calciatore spagnolo (Balmaseda, n. 1946)
- Víctor Marulanda, ex calciatore e dirigente sportivo colombiano (Medellín, n. 1971)
- Víctor Mañón, calciatore messicano (Celaya, n. 1992)
- Víctor René Mendieta Sáenz, calciatore panamense (n. 1982)
- Víctor Mendoza Cevallos, ex calciatore ecuadoriano (Portoviejo, n. 1961)
- Víctor Mendoza Orozco, ex calciatore messicano (Città del Messico, n. 1940)
- Victor Merello, ex calciatore cileno (Coronel, n. 1952)
- Víctor Merino, ex calciatore salvadoregno (Apopa, n. 1979)
- Víctor Meseguer, calciatore spagnolo (Murcia, n. 1999)
- Víctor Milke, calciatore messicano (Città del Messico, n. 1995)
- Víctor Mollejo, calciatore spagnolo (La Villa de Don Fadrique, n. 2001)
- Víctor Mongil, calciatore spagnolo (Laguna de Duero, n. 1992)
- Víctor Morales, calciatore cileno (n. 1905 - † 1938)
- Víctor Moreira, ex calciatore andorrano (Marco de Canaveses, n. 1982)
- Víctor Moreno, calciatore colombiano (Nóvita, n. 1994)
- Víctor Méndez, calciatore cileno (Valdivia, n. 1999)

## N(1)
- Víctor Núñez, ex calciatore dominicano (Santo Domingo, n. 1980)

## O(2)
- Victorio Ocaño, ex calciatore argentino (Córdoba, n. 1954)
- Víctor Ormazábal, ex calciatore argentino (Buenos Aires, n. 1985)

## P(6)
- Víctor Pacheco, ex calciatore colombiano (Barranquilla, n. 1974)
- Víctor Pastrana, calciatore spagnolo (Guadalajara, n. 1996)
- Odín Patiño, ex calciatore messicano (Città del Messico, n. 1983)
- Víctor Pignanelli, calciatore uruguaiano (Montevideo, n. 1932 - Bucaramanga, † 2006)
- Víctor Pozzo, calciatore e allenatore di calcio argentino (Buenos Aires, n. 1914 - Genova, † 1988)
- Víctor Pérez Alonso, calciatore spagnolo (Albacete, n. 1988)

## Q(1)
- Sebastián Quintana, calciatore paraguaiano (n. 2003)

## R(11)
- Víctor Rabuñal, ex calciatore uruguaiano (Montevideo, n. 1962)
- Víctor Ramos, ex calciatore argentino (Rosario, n. 1958)
- Víctor Rangel, ex calciatore messicano (Città del Messico, n. 1957)
- Víctor Rodríguez Andrade, calciatore uruguaiano (Montevideo, n. 1927 - Montevideo, † 1985)
- Víctor Rodríguez Romero, ex calciatore spagnolo (Barcellona, n. 1989)
- Víctor Rodríguez Soria, ex calciatore andorrano (Santa Coloma, n. 1987)
- Víctor Rosales, ex calciatore messicano (Città del Messico, n. 1989)
- Víctor Rossel, calciatore peruviano (Lima, n. 1985)
- Víctor Ruiz del Valle, ex calciatore messicano (Santiago Tepeyahualco, n. 1969)
- Víctor Ruiz Abril, calciatore spagnolo (Utiel, n. 1993)
- Víctor Ruiz, calciatore spagnolo (Esplugues de Llobregat, n. 1989)

## S(5)
- Víctor Salazar, calciatore argentino (Tucumán, n. 1993)
- Víctor Sánchez Mata, ex calciatore spagnolo (Barcellona, n. 1987)
- Ismael Sosa, calciatore argentino (San Martin, n. 1987)
- Víctor Sotomayor, ex calciatore argentino (Córdoba, n. 1968)
- Nicolás Suárez, ex calciatore cileno (Santiago, n. 1982)

## T(2)
- Víctor Tortora, calciatore e allenatore di calcio uruguaiano (Montevideo, n. 1914)
- Víctor Turcios, ex calciatore salvadoregno (La Unión, n. 1988)

## U(2)
- Víctor Ugarte, calciatore boliviano (Tupiza, n. 1926 - La Paz, † 1995)
- Víctor Unamuno, calciatore spagnolo (Bergara, n. 1909 - Durango, † 1988)

## V(4)
- Víctor Valussi, calciatore argentino (Resistencia, n. 1912 - Santa Fe, † 1995)
- Víctor Vázquez, calciatore spagnolo (Barcellona, n. 1987)
- Víctor Velásquez, ex calciatore salvadoregno (La Unión, n. 1976)
- Víctor Velázquez, calciatore paraguaiano (Itauguá, n. 1991)

## Y(1)
- Yoshimar Yotún, calciatore peruviano (Callao, n. 1990)

## Z(1)
- Víctor Zapata, ex calciatore argentino (San Martín, n. 1979)

## Á(3)
- Víctor Ábrego, calciatore boliviano (n. 1997)
- Víctor Álvarez, calciatore spagnolo (Barcellona, n. 1993)
- Víctor Hugo Ávalos, calciatore paraguaiano (Asunción, n. 1971 - Asunción, † 2009)